# 이영래
이영래(李永來, 1940년 8월 7일 ~ , 강원 강릉)는 대한민국의  전 정무직공무원이자, 전 행정공무원이다.

## 생애
1940년 강원도 강릉시에서 태어났다. 1977년 구 공화당 4급 공채에 합격해 곧바로 청와대 파견 근무를 하며 관료생활을 시작했다. 청와대 행정비서관으로 근무하던 중 1980년 9월 전두환 대통령의 제 5공화국 이 출범하면서 강원도 기획관리실장으로 자리를 옮겼다. 이후 얀양시장, 춘천시장, 내무부 기획관리실장을 역임하며 내무 행정통으로 자리잡았다. 1994년 마지막 임명직 인천시장으로 최기선 시장의 사퇴를 야기했던 인천 북구청 세무비리 사건을 처리했다. 산림청장 시절 산림의 문화적 가치 개발에 주력해 산림행정의 새 지평을 열었다는 평가를 받았다. 1998년 문민정부 김영삼 대통령의 마지막 행정수석을 역임했다. 부인 윤명자와의 사이에 3남을 두었다.

## 학력
- 1960년 : 강릉상업고등학교 졸업
- 1964년 : 서울대학교 사회학과 학사

## 경력
- 1994년 : 제 28대 인천광역시장
- 1995년~1997년 : 제 17대 산림청장
- 1997년~1998년 : 청와대 행정수석
- 1998년~2001년 : 한림대학교 사회학과 객원교수